# Танцующее дерево
В информатике танцующее дерево (англ. Dancing tree) — древовидная структура хранения данных, которая похожа на B+trees. Она придумана Хансом Рейзером для использования в файловой системе Reiser4. По сравнению со сбалансированными бинарными деревьями, которые пытаются сохранить свои узлы сбалансированными постоянно, танцующие деревья сохраняют баланс между узлами только при записи данных на диск: либо из-за ограничений памяти, или потому, что транзакция завершена.
Идея заключается в том, чтобы ускорить операции с файловой системой, отказавшись от оптимизации дерева, а писать на диск только когда это необходимо, так как запись на диск в тысячи раз медленнее, чем запись в память. Кроме того, поскольку такая оптимизация проводится реже, чем у других древовидных структур данных, выигрыш может быть ещё больше.
Тем не менее, побочный эффект такого поведения появляется в случае неожиданной остановки системы, записи неполных данных и других явлений, которые могут помешать завершению окончательной (сбалансированной) транзакции. В целом танцующие деревья создают бо́льшие трудности для восстановления данных из незавершённых операций, чем нормальные деревья, хотя эту проблему можно решить путём добавления дополнительных журналов транзакций или разработки алгоритма для поиска ранее не существовавших данных на диске с последующим выполнением оптимизаций и возобновлением операций.